# Johannes von Gamala
Johannes von Gamala soll ein antirömischer Aufrührer im ersten christlichen Jahrhundert gewesen sein. Der italienische Atheist Luigi Cascioli behauptete in seinem 2002 erschienenen Buch La favola di Cristo („Die Fabel von Christus“), dass Jesus nie existiert habe, sondern eine fiktive Version ebendieses Johannes von Gamala gewesen sei.

## Angebliche Lebensgeschichte
Nach Cascioli ergäbe sich folgender Stammbaum in väterlicher Linie:
- Mattathias (Begründer der hasmonäischen Dynastie, Erbe des davidischen Throns)
- Simon, Sohn des Mattathias
- Johannes Hyrkanos I., Sohn des Simon
- Alexander Jannaeus, Sohn des Johannes Hyrkanos I.
- Aristobulos II., Sohn des Alexander Jannaeus
- Ezekias, ein angeblicher Nachfahre von Aristobulos II.
- Judas von Galiläa, Sohn des Ezekias
- Jesus, Sohn des Judas, ältester Bruder von Simon Petrus, Jakobus dem Gerechten, Judas Thaddäus, eines weiteren Jakobus, eines Menachems, des Elieser ben Hyrkanos und zweier Schwestern, deren Namen unbekannt sind. Er soll mit Maria Magdalena verheiratet gewesen und so der Schwager des Lazarus gewesen sein. Sein wirklicher Name war laut Cascioli: Johannes von Gamala, der Nazoräer oder Nazarener genannt wurde.[1]

Cascioli versucht daraufhin, die Lebensgeschichte Jesu, soweit sie in den Evangelien und den Zeugnissen des Flavius Josephus, Kelsos (über Origenes) und anderer antiker Autoren beschrieben ist, der Figur des Johannes von Gamala zuzuweisen.

## Entstehungsgeschichte der Figur
John of Gàmala ist eine literarische Figur aus dem Roman For the Temple von George Alfred Henty. Das Buch aus dem 19. Jahrhundert beschreibt ihn als einen Helden, der die Römer bekämpfte, nachdem diese im Jahr 70 den Tempel in Jerusalem zerstört hatten. Johannes bekehrte sich und wurde ein Anhänger Jesu. Im Vorwort zu seinem Roman stellt Henty klar, dass John of Gàmala seine literarische Erfindung ist.
Der französische Autor Daniel Massè behauptete bereits 1926, dass der jüdische Messias oder Christus, gekreuzigt unter Pontius Pilatus, und als Gottessohn verherrlicht, der älteste von sieben Söhnen des Judas Gaulonites war, Anstifter der Revolte gegen die Römer um 760 römischer Zeitrechnung, bekannt als Revolte gegen den Zensus oder Quirinus.